# Erkki Aaltonen
Erkki Aaltonen (n. 17 august, 1910 Hämeenlinna, Finlanda – d. 8 martie, 1990 Helsinki) a fost un compozitor finlandez.
1. 1 2  „Erkki Aaltonen”, Gemeinsame Normdatei, accesat în 6 mai 2014
2. 1 2  Erkki Aaltonen, Autoritatea BnF
3. 1 2  Erkki Aaltonen, Musicalics
4. ↑  „Erkki Aaltonen”, Gemeinsame Normdatei, accesat în 1 ianuarie 2015
5. 1 2 3  Baker's Biographical Dictionary of Musicians (Centennial ed.)[*] Verificați valoarea |titlelink= (ajutor)